# John Lind (damimitatör)
John Lind, egentligen John Fritiof Konstantin Lindström, även verksam under artistnamnet ?Lind?, född 17 januari 1877 i Vissefjärda församling, Kalmar län, död 3 februari 1940 i Karlskrona stadsförsamling, Blekinge, var en svensk damimitatör, sångare och dansare.

## Biografi
Lind föddes i Vissefjärda och växte upp och gick i skolan i Karlskrona. Under skolgången anordnade han teaterpjäser, som uppmärksammades av en teaterregissör från Stockholm. Hon rekommenderade honom för Stockholms Tivoli, där han första gången framträdde 1895. Snart blev han del av en duo, Fanny och John Lind, där han uppträdde i både manliga och kvinnliga roller.
Han framträdde i både revyer och varietéshower, men dessa förbjöds 1896 och han bjöds då in till Helsingfors för att träna med en balettmästare. Målet var att turnera i Finland och Ryssland. Han uppträdde bland annat på Svenska Teatern i Helsingfors, innan han rörde sig mot Tyskland där han samarbetade med Paul Schneider-Dunker. Mellan 1902 och 1903 tog den internationella karriären fart, och han turnerade i länder som Schweiz, Nederländerna, Österrike-Ungern, Frankrike, Spanien och Italien. I USA debuterade han i Chicago och turnerade längs östkusten. När han spelade vid Hammersteins teater i New York träffade han sin blivande hustru, Stephanie Lind. Hon kom att resa med honom och ofta hjälpa till att sy hans klänningar samt förse honom med smink och hudvård.
Lind gjorde vad som senare kommit att kallas dragshow. Även om Lind i stort sett är bortglömd i Sverige, så turnerade han världen runt i början av 1900-talet och var en av Sveriges mest internationellt kända artister och en av de mest framgångsrika damimitatörerna. Han är ihågkommen på den internationella drag-arenan och omtalas där som en föregångare till Danny La Rue samt som en del i historien om kvinnoimitatörer och drag queens. Han framträdde bland annat på Moulin Rouge i Paris, London Coliseum och Broadway i New York, och turnerade i Europa, Amerika och Afrika.
Sedan Lind pensionerat sig bodde han med sin hustru Stephanie Lind (1882–1973) i Karlskrona. År 1972 skänkte den åldrade änkan en stor mängd gamla scenkläder och annat till Blekinge museum. Året efter ordnade de en stor utställning om John Lind och 2001 gav museet ut boken John Lind : karlskronapojken som vann världsrykte, författad av Uno ”Myggan” Ericson och Gun Wilstadius.

## Galleri

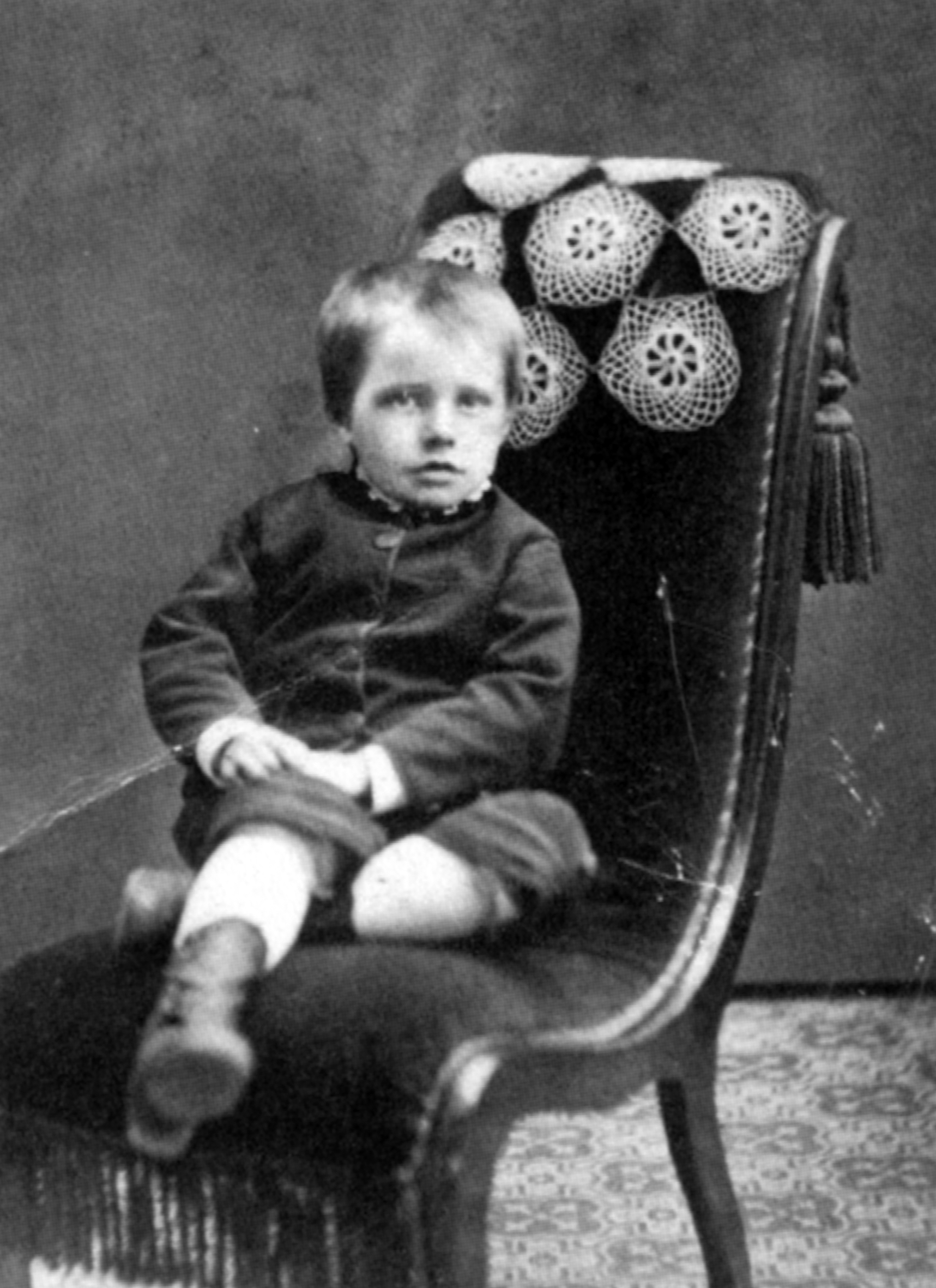
John Lind i Karlskrona som treåring 1880.
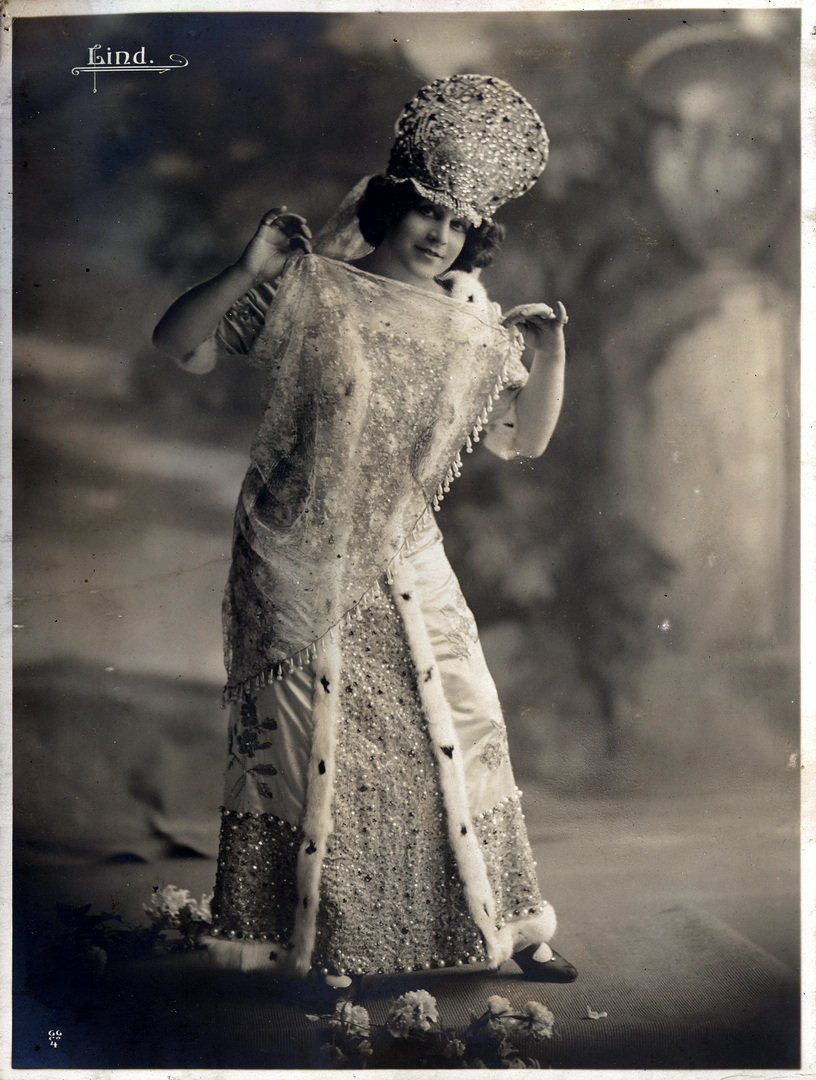
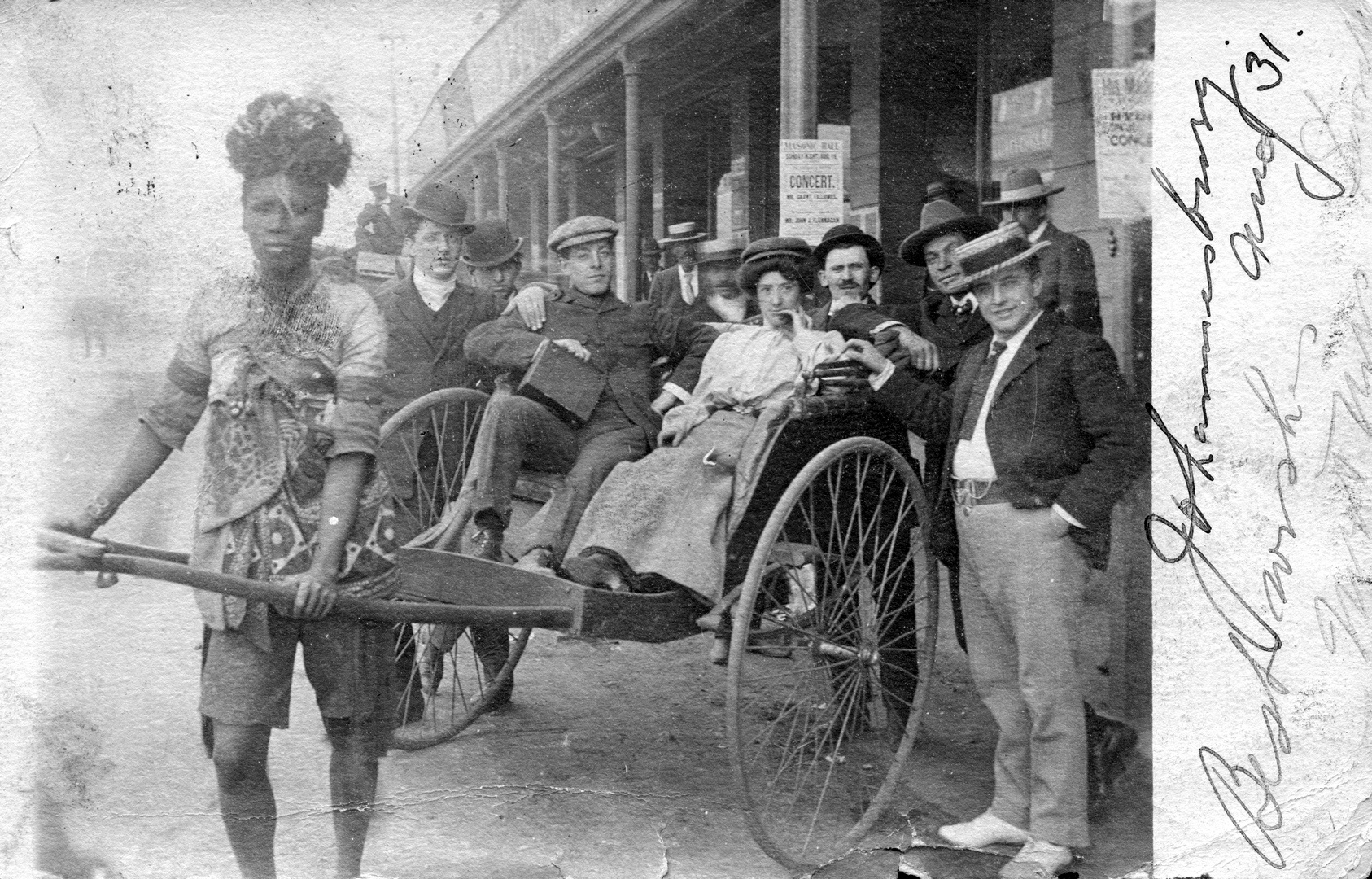
John Lind till höger, på turné i Sydafrika.
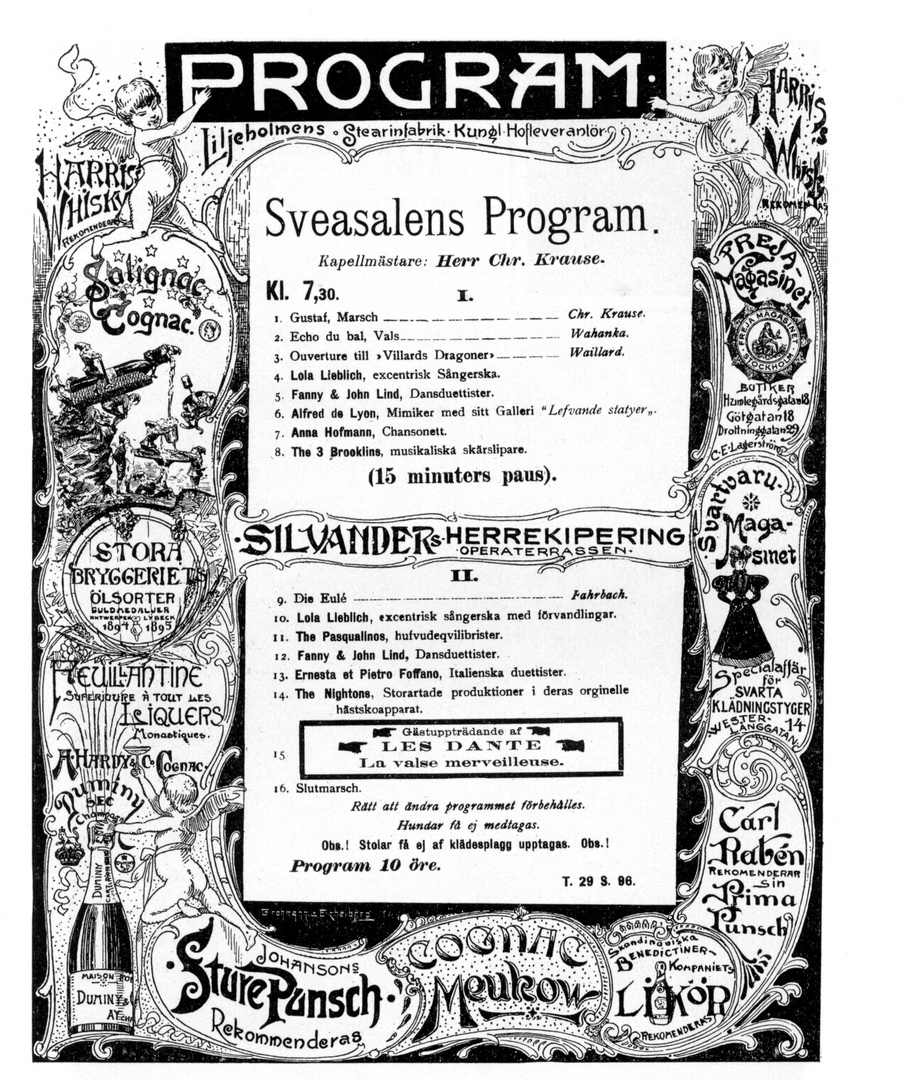
Program för danssalongen "Sveasalen" i september 1896. I scen 5 och 12 medverkar dansduettisterna Fanny & John Lind.